# Leôncio da Bulgária
Leôncio (em búlgaro:  Леонтий; séc. IX, Preslava, Primeiro Império Búlgaro - séc. X, Preslava, Primeiro Império Búlgaro) foi o primeiro patriarca da Igreja búlgara. Muito pouco se sabe sobre sua vida e mandato. Ele foi mencionado como o primeiro Patriarca da Bulgária no Livro de Boril, escrito em 1211.
O renomado medievalista búlgaro Vasil Zlatarski assume que, após a grande vitória búlgara sobre o Império Bizantino na batalha de Anquíalo em 917, o monarca búlgaro Simeão I (r. 893–927) convocou um Concílio eclesiástico em 918 para elevar o autônomo arcebispado búlgaro a um patriarcado autocéfalo. Após o triunfo em Anquíalo, Simeão I exigiu que os bizantinos o reconhecessem não apenas como Imperador dos búlgaros, o que já faziam em 913, mas também dos romanos. Zlatarski argumenta que o primeiro ato de Simeão I após a batalha foi elevar o status da Igreja búlgara, porque de acordo com a tradição imperial bizantina o autocrata deve ter um patriarca e não poderia haver império sem um patriarcado.
Na convocação de todos os bispos búlgaros, eles elegeram um deles, Leôncio, Patriarca da Bulgária. O Patriarca Leôncio então coroou Simeão I "Imperador e Autocrata de Todos os Búlgaros". Os resultados do concílio não foram reconhecidos pelos bizantinos. Zlatarski observa que antes de 917 e imediatamente após a batalha de Anquíalo, o Patriarca de Constantinopla Nicolau abordou o Arcebispo da Bulgária para tentar impactar Simeão I, mas desde então Nicolau nunca se dirigiu ao chefe da Igreja búlgara, provavelmente porque ele não reconheceu seu título - outro fato indireto em apoio a essa teoria.
O historiador John Fine considera a teoria de Zlatarski plausível, argumentando que Simeão I foi capaz de criar seu próprio patriarcado, pois não hesitou em se autodenominar Imperador dos Romanos e exigir que os bizantinos o reconhecessem como tal. Ele acredita que o concílio poderia ter ocorrido em qualquer época entre 914 e 925, mas observa que o Patriarcado búlgaro não foi mencionado em fontes anteriores a 927.
Com o Tratado Bizantino-Búlgaro de 927, que afirmou a vitória búlgara na Guerra de 913-927, o Patriarca de Constantinopla finalmente reconheceu o sucessor de Leôncio, Demétrio, como Patriarca da Bulgária.